# إريك بلومبرغ
إريك بلومبرغ (بالسويدية: Erik Blomberg)‏ هو مترجم ومهندس معماري وكاتب وشاعر سويدي، ولد في 17 أغسطس 1894 في City of Stockholm (former municipality) ‏ في السويد، وتوفي في 8 أبريل 1965 في Västerled ‏ في السويد.

## وصلات خارجية
- إريك بلومبرغ على موقع ميوزك برينز (الإنجليزية)